# ルーナ

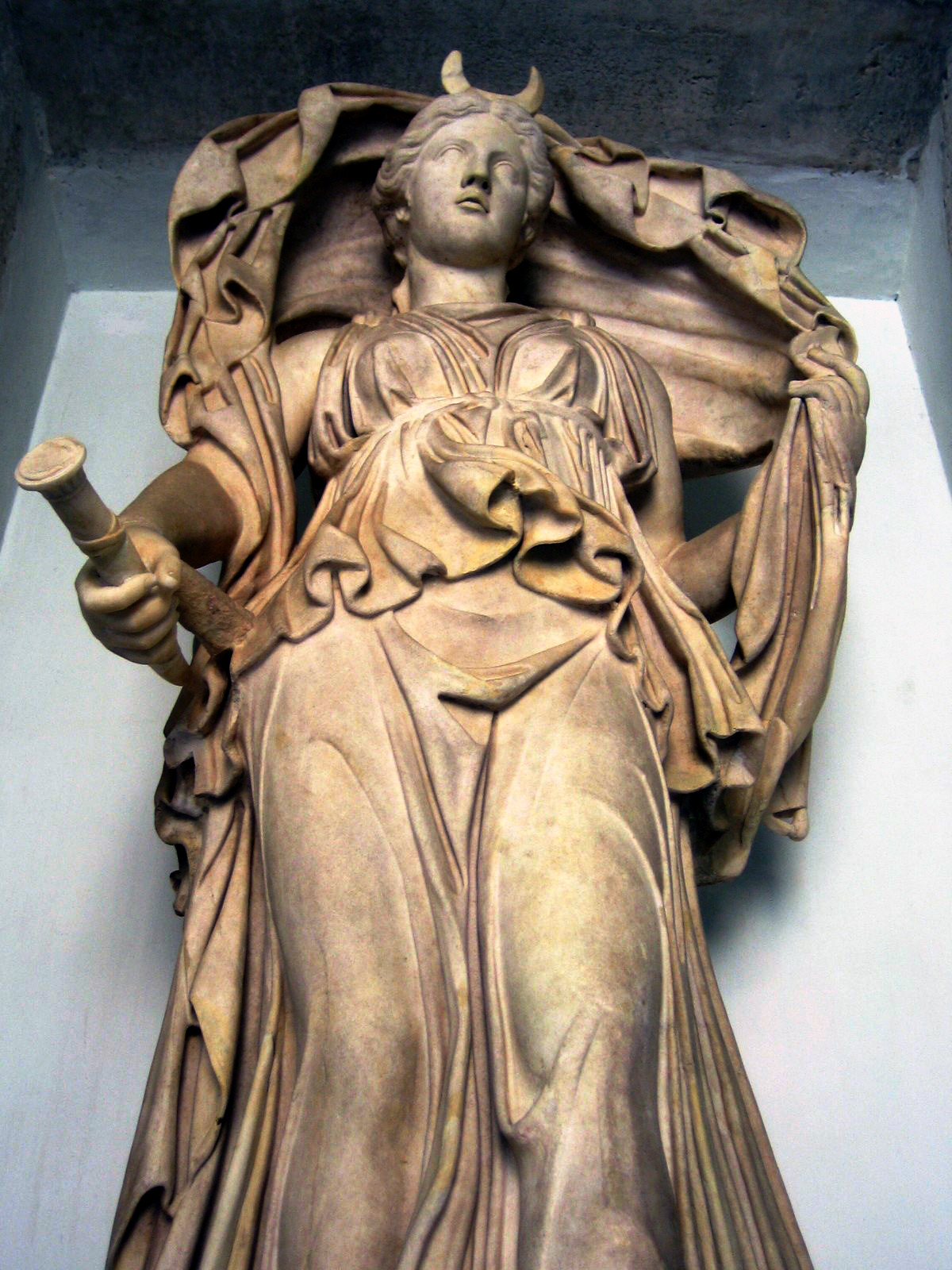
ルーナ像。

ルーナ（ラテン語：Lūna）は、ローマ神話に登場する月の女神であり、その名は月を意味するラテン語に由来する。日本語では長母音を省略し、ルナともいう。
神殿はローマ市内にあったが、早くからディアーナに吸収された。ルーナ独自の神話は持たなかった。また、ギリシア神話のセレーネーと同一視された。